# جوزيف ديكسون (لاعب كريكت)
جوزيف ديكسون (3 سبتمبر 1895 بتشيلمسفورد في المملكة المتحدة - 19 نوفمبر 1954 في المملكة المتحدة) (بالإنجليزية: Joseph Dixon)‏ هو لاعب كريكت بريطاني (وحمل سابقاً جنسية المملكة المتحدة لبريطانيا العظمى وأيرلندا). لعب مع نادي مقاطعة ساسكس للكريكت ‏.

## وصلات خارجية
- جوزيف ديكسون على موقع إي آس بي آن كريك إنفو (الإنجليزية)